# Az argon izotópjai
Az argonnak (Ar) 24 izotópja (30Ar–53Ar) és 1 magizomerje (32mAr) ismert. Három stabil izotópja az 36Ar, 38Ar és 40Ar. A földi természetes argon 99,6%-a 40Ar. A leghosszabb élettartamú radioaktív izotópjai az 39Ar (felezési ideje 269 év), az 42Ar (32,9 év) és az 37Ar (35,04 nap). A többi izotóp felezési ideje kevesebb, mint 2 óra, a többségé az 1 percet sem éri el. A leginstabilabb az 30Ar, ennek felezési ideje 20 nanomásodperc.
A természetes 40K 1,248·109 év felezési idővel elektron-befogás és pozitron-kibocsátás révén stabil 40Ar-né bomlik (10,72%-os arányban), illetve (89,28%-ban) béta-bomlással stabil 40Ca-né alakul. Ez képezi a kőzetek korának kálium-argon módszerrel történő meghatározásának alapját.
Bár az 40Ar számos kőzetben megkötődik, ezek megolvasztásával, őrlésével vagy diffúzió révén kiszabadul belőlük. A Föld légkörében található argon a kálium-40 bomlásának terméke, mivel a földi légkör argonja 99,6%-ban 40Ar, míg a Napban és feltehetőleg más primordiális, csillagokat szülő ködökben az argonnak kevesebb, mint 15%-a 38Ar, főként (85%) 36Ar-ból áll. Hasonlóan a külső bolygók légkörében az argon izotópeloszlására 36Ar : 38Ar : 40Ar = 8400: 1600: 1 értéket mértek.
A Föld légkörében a kozmikus sugárzás hatására radioaktív 39Ar (felezési ideje 269 év) keletkezik, elsősorban 40Ar-ből. A felszín alatti rétegben is keletkezik a 39K neutronbefogása vagy a kalcium alfa-bomlása révén. A természetes argon 39Ar tartalma a mérések szerint (8,0 ± 0,6)·10−16 g/g vagy (1,01 ± 0,08) Bq/kg. A földi légkör 42Ar (felezési ideje 33 év) tartalma kevesebb, mint 6·10−21 része a természetes argon mennyiségének. 2013 decemberében argon-hidrid molekulaion formájában 36Ar-ot találtak a Rák-ködbeli szupernóvához tartozó kozmikus porfelhőben. Ez az első alkalom, hogy a világűrben nemesgázvegyület nyomaira bukkantak.
Radioaktív 37Ar a 40Ca bomlása során keletkezik a felszín alatti atomrobbantások következtében. Felezési ideje 35 nap.
Standard atomtömeg: 39,948(1) u.

## Táblázat
| nuklid jele | Z(p)                | N(n)                | izotóptömeg (u)     | felezési idő     | bomlási mód(ok) | leány- izotóp(ok) | magspin        | jellemző izotóp- összetétel (móltört) | természetes ingadozás (móltört) |
| nuklid jele | gerjesztési energia | gerjesztési energia | gerjesztési energia | felezési idő     | bomlási mód(ok) | leány- izotóp(ok) | magspin        | jellemző izotóp- összetétel (móltört) | természetes ingadozás (móltört) |
| ----------- | ------------------- | ------------------- | ------------------- | ---------------- | --------------- | ----------------- | -------------- | ------------------------------------- | ------------------------------- |
| 30Ar        | 18                  | 12                  | 30,02156(32)#       | <20 ns           | p               | 29Cl              | 0+             |                                       |                                 |
| 31Ar        | 18                  | 13                  | 31,01212(22)#       | 14,4(6) ms       | β+, p (55,0%)   | 30S               | 5/2(+#)        |                                       |                                 |
| 31Ar        | 18                  | 13                  | 31,01212(22)#       | 14,4(6) ms       | β+ (40,4%)      | 31Cl              | 5/2(+#)        |                                       |                                 |
| 31Ar        | 18                  | 13                  | 31,01212(22)#       | 14,4(6) ms       | β+, 2p (2,48%)  | 29P               | 5/2(+#)        |                                       |                                 |
| 31Ar        | 18                  | 13                  | 31,01212(22)#       | 14,4(6) ms       | β+, 3p (2,1%)   | 28Si              | 5/2(+#)        |                                       |                                 |
| 32Ar        | 18                  | 14                  | 31,9976380(19)      | 98(2) ms         | β+ (56,99%)     | 32Cl              | 0+             |                                       |                                 |
| 32Ar        | 18                  | 14                  | 31,9976380(19)      | 98(2) ms         | β+, p (43,01%)  | 31S               | 0+             |                                       |                                 |
| 32mAr       | 5600(100)# keV      | 5600(100)# keV      | 5600(100)# keV      | ismeretlen       |                 |                   | 5−#            |                                       |                                 |
| 33Ar        | 18                  | 15                  | 32,9899257(5)       | 173,0(20) ms     | β+ (61,35%)     | 33Cl              | 1/2+           |                                       |                                 |
| 33Ar        | 18                  | 15                  | 32,9899257(5)       | 173,0(20) ms     | β+, p (38,65%)  | 32S               | 1/2+           |                                       |                                 |
| 34Ar        | 18                  | 16                  | 33,9802712(4)       | 844,5(34) ms     | β+              | 34Cl              | 0+             |                                       |                                 |
| 35Ar        | 18                  | 17                  | 34,9752576(8)       | 1,775(4) s       | β+              | 35Cl              | 3/2+           |                                       |                                 |
| 36Ar        | 18                  | 18                  | 35,967545106(29)    | stabil           | stabil          | stabil            | 0+             | 0,003336(4)                           |                                 |
| 37Ar        | 18                  | 19                  | 36,96677632(22)     | 35,04(4) nap     | ε               | 37Cl              | 3/2+           |                                       |                                 |
| 38Ar        | 18                  | 20                  | 37,9627324(4)       | stabil           | stabil          | stabil            | 0+             | 6,29(1)·10−4                          |                                 |
| 39Ar        | 18                  | 21                  | 38,964313(5)        | 269(3) év        | β−              | 39K               | 7/2−           | ritka                                 |                                 |
| 40Ar        | 18                  | 22                  | 39,9623831225(29)   | stabil           | stabil          | stabil            | 0+             | 0,996035(4)                           |                                 |
| 41Ar        | 18                  | 23                  | 40,9645006(4)       | 109,61(4) perc   | β−              | 41K               | 7/2−           |                                       |                                 |
| 42Ar        | 18                  | 24                  | 41,963046(6)        | 32,9(11) év      | β−              | 42K               | 0+             | ritka                                 |                                 |
| 43Ar        | 18                  | 25                  | 42,965636(6)        | 5,37(6) perc     | β−              | 43K               | (5/2−)         |                                       |                                 |
| 44Ar        | 18                  | 26                  | 43,9649240(17)      | 11,87(5) perc    | β−              | 44K               | 0+             |                                       |                                 |
| 45Ar        | 18                  | 27                  | 44,9680400(6)       | 21,48(15) s      | β−              | 45K               | (1/2,3/2,5/2)− |                                       |                                 |
| 46Ar        | 18                  | 28                  | 45,96809(4)         | 8,4(6) s         | β−              | 46K               | 0+             |                                       |                                 |
| 47Ar        | 18                  | 29                  | 46,97219(11)        | 1,23(3) s        | β− (99%)        | 47K               | 3/2−#          |                                       |                                 |
| 47Ar        | 18                  | 29                  | 46,97219(11)        | 1,23(3) s        | β−, n (1%)      | 46K               | 3/2−#          |                                       |                                 |
| 48Ar        | 18                  | 30                  | 47,97454(32)#       | 0,48(40) s       | β−              | 48K               | 0+             |                                       |                                 |
| 49Ar        | 18                  | 31                  | 48,98052(54)#       | 170(50) ms       | β−              | 49K               | 3/2−#          |                                       |                                 |
| 50Ar        | 18                  | 32                  | 49,98443(75)#       | 85(30) ms        | β−              | 50K               | 0+             |                                       |                                 |
| 51Ar        | 18                  | 33                  | 50,99163(75)#       | 60# ms [>200 ns] | β−              | 51K               | 3/2−#          |                                       |                                 |
| 52Ar        | 18                  | 34                  | 51,99678(97)#       | 10# ms           | β−              | 52K               | 0+             |                                       |                                 |
| 53Ar        | 18                  | 35                  | 53,00494(107)#      | 3# ms            | β−              | 53K               | (5/2−)#        |                                       |                                 |
| 53Ar        | 18                  | 35                  | 53,00494(107)#      | 3# ms            | β−, n           | 52K               | (5/2−)#        |                                       |                                 |

1. ↑  A stabil izotópok félkövérrel vannak kiemelve
2. ↑  Az izotóp-összetétel a levegőbeli előfordulásra vonatkozik. A világegyetemben az 36Ar valójában sokkal gyakoribb, mint az 40Ar. A földi légkörben az 40Ar dominanciáját ezen izotóp radiogén eredete okozza. Az 40Ar a 40K elektronbefogással történő radioaktív bomlásának terméke, bár a 40K nagyrészt β--bomlással 40Ca-né alakul. Az 40Ar a 40K-tartalmú kőzetekből a légkörbe illan, így a légköri argon nagyrészt 40Ar, nem 36Ar.
3. ↑  A várakozások szerint β+β+-bomlással 36S-tá alakul (a legkönnyebb olyan izotóp, amely elméletileg instabil, de bomlását kísérletileg nem sikerült igazolni)
4. ↑  argon–argon kormeghatározásra használják
5. ↑  kozmogén nuklid
6. ↑  argon–argon és kálium–argon kormeghatározásra használják
7. ↑  40K-ből keletkezik a kőzetekben. A feltüntetett részarány a földi előfordulásokra vonatkozik. Kozmikus gyakorisága jóval kisebb, mint az 36Ar-é.

## Fordítás
Ez a szócikk részben vagy egészben  az   Isotopes of argon című angol Wikipédia-szócikk ezen változatának fordításán alapul.  Az eredeti cikk szerkesztőit annak laptörténete sorolja fel. Ez a jelzés csupán a megfogalmazás eredetét és a szerzői jogokat jelzi, nem szolgál a cikkben szereplő információk forrásmegjelöléseként.